# Журавлі (хор)
Журавлі — репрезентативний чоловічий хор Об'єднання українців у Польщі, заснований 1972 року.
Співаки цього хору — представники української меншості, нащадки виселенців операції «Вісла» 1947 року, які живуть на території майже всієї Польщі: в Колобжеґу, Ґданську, Кошаліні, Білому Борі, Легниці, Варшаві, а також у Ґурові Ілавецькому, Кракові, Перемишлі, Дзєжґоню і багатьох інших місцях.
З огляду на значне розсіяння, хористи з'їжджаються на репетиції раз y місяць у вихідні. Під час цих репетицій працюють над новим репертуаром, організовують концерти. Свої репетиції називають ключами, порівнюючи їх до перельотів журавлиних ключів. У хорі немає професійних співаків. Члени хору — це лікарі, інформатики, селяни, студенти, представники інших професій, яких об'єднує любов до співу, української музики, відданість своїй рідній культурі.

## Історія
Думка, про потребу існування українського чоловічого хору в Польщі, зроджувалась на основі першої статті, поміщеної у «Нашому Слові», від 20 грудня 1970 року, написаної Михайлом Струмінським. Задум цей здійснився, організаційно і фінансово, в лютому 1972 року в Сьрудборові під Варшавою, де на заклик Ярослава Полянського на перший табір з'їхалось 35 ентузіастів української пісні, щоб наполегливо, протягом 12 днів, вивчити перший репертуар хору. Деякі з них навіть досі беруть активну участь в роботі колективу. Перший концерт хору відбувся в Варшаві в залі Вищої музичної школи, 27 лютого 1972 року і був присвячений М. Лисенкові.
У 1983 році на чолі хору став один з хористів — Роман Ревакович, випускник Музичної академії ім. Ф. Шопена у Варшаві. Десять років пізніше диригентом хору «Журавлі» став інший член хору — Роман Радзівонович, випускник познанської Музичної академії. В 1999—2003 рр. хором керував Ярослав Левків, який після закінчення Київської державної консерваторії ім. П. Чайковського вернув до Польщі. У 2003 році працю з хором почав Ярослав Вуйцик — колишній хорист «Журавлів», випускник Музичної академії у Ґданську.
Від початку існування «Журавлів» з хором співпрацювало багато музикантів, a серед них: концертмейстер хору — Анна Салій-Туз, Володимир Данисенко, Марія Щуцька, Олександра Теліга, Ришард Цибульський, хормейстер Віра Григоренко-Левків та ін.

## Диригенти
| Роки роботи | Ім'я та прізвище   |
| ----------- | ------------------ |
| 1972–1983   | Ярослав Полянський |
| 1983–1993   | Роман Ревакович    |
| 1993–1999   | Роман Радзівонович |
| 1999–2003   | Ярослав Левків     |
| 2003–       | Ярослав Вуйцик     |

## Репертуар
Метою хору є плекання багатих традицій української хорової музики. У репертуарі «Журавлів» знаходяться твори Києво-Печерської лаври, старовинні козацькі пісні, жартівливі і ліричні українські народні мелодії, історичні пісні та фрагменти українських опер. На концертах хору можна також почути твори видатних українських композиторів, таких як: Дмитро Бортнянський, Артемій Ведель, Михайло Вербицький, Микола Лисенко, Кирило Стеценко, Микола Леонтович, Філарет Колесса та ін. Значне місце в репертуарі хору займають обробки українських народних пісень, також у нових сучасних опрацюваннях Володимира Волонтира та Володимира Зубицького. Хор «Журавлі» був першим виконавцем «Літургії Святого Іоана Златоустого», яку написав о. М. Б. Дрозд.

## Дипломи та нагороди
- Диплом від Підкарпатського Губернатора
- Диплом від міста Воррен
- Диплом від штату Іллінойс
- Диплом від Єпископа Української Архієпархії у Філадельфії